# Crazy Taxi
Crazy Taxi est une série de jeux vidéo développée par Hitmaker et éditée par Sega.

## Liste des jeux
- Crazy Taxi
- Crazy Taxi 2
- Crazy Taxi 3: High Roller
- Crazy Taxi: Catch a Ride
- Crazy Taxi: Fare Wars
- Crazy Taxi: City Rush
- Crazy Taxi Gazillionaire

## Bande-son
Les jeux Crazy Taxi ont une bande-son composée de morceaux de hard rock et de punk rock. La version arcade et les versions consoles du premier épisode incluaient des morceaux de The Offspring et Bad Religion (elles sont néanmoins absentes des versions PlayStation Portable et Game Boy Advance). Cette dernière version (Catch a Ride) inclut des versions instrumentales.

## Affaire
Sega a déposé et a validé en 2001 un brevet aux États-Unis intitulé 6,200,138 "Méthode d'affichage de jeu, méthode d'indication de la direction en mouvement, équipement de jeu et équipement de simulation de conduite. Ce brevet 138 décrit une mécanique de jeu similaire à un jeu précédent de Sega, Harley-Davidson & L.A. Riders (1997), mais décrit des éléments spécifiques à Crazy Taxi, à savoir une flèche mobile en 3D indiquant les objectifs à atteindre (fonctionnant un peu à la manière d'une boussole) et un système d'évitement des piétons.
En 2001, Electronic Arts et Fox Entertainment ont sorti conjointement The Simpsons: Road Rage, qui a été décrit comme un plagiat de Crazy Taxi par de nombreux critiques,,. Sega a fait valoir le brevet 138 et a attaqué en justice Fox Interactive. Le procès Sega of America, Inc. v. Fox Interactive a été résolu par un accord prévu concernant un montant inconnu.
Le brevet 138 est donc resté valide et est considéré comme l'un des brevets de jeu vidéo les plus importants.